# Долний Криж
Долний Криж (словен. Dolnji Križ) — поселення в общині Жужемберк, регіон Південно-Східна Словенія, Словенія. Висота над рівнем моря: 316,9 м.